# Simon Jaritz
Simon Jaritz, auch Simon Jaritz-Rudle, (* 1975 in Graz, Steiermark) ist ein österreichischer Schauspieler.

## Leben
Jaritz war in den 80er Jahren als Kind und Jugendlicher Mitglied im Grazer Opernchor. Nach der Matura ging er nach Wien, wo er zunächst sein Schauspielstudium am Konservatorium der Stadt Wien (2001) absolvierte. Anschließend machte er seinen Zivildienst (in der Bewährungshilfe) und studierte danach an der Universität Wien die Fächer Publizistik, Politik- und Theaterwissenschaften. Als Mag. phil. beendete er 2006 sein Studium.
Ein erstes Theaterengagement hatte er am Schauspielhaus Wien (2001). Von 2002 bis zum Ende der Spielzeit 2005/06 war er festes Ensemblemitglied am Theater der Jugend in Wien. 2003 war in der Kategorie „Bester Nachwuchs“ für den Nestroy-Theaterpreis nominiert. Er gastierte im Ausland im Jahre 2004 am Granary Theatre in Cork (Irland), weiters am Theater TJUZ in St. Petersburg und beim Dublin-Fringe-Festival.
Seit 2007 ist er freischaffend an diversen österreichischen Theatern tätig, kehrte aber regelmäßig als Gast immer wieder ans Theater der Jugend zurück. Er hatte Engagements u. a. Theater Phönix in Linz (seit 2008, in mehreren Inszenierungen, u. a. dort als Jago, Hagen und Götz von Berlichingen), beim Herrenseetheater/Litschau (2009, 2011), am Theater im Zentrum/Wien, am Theater in der Drachengasse/Wien (2012), am Stadttheater Mödling (2014, als Dichter in Schnitzlers Reigen), bei den Stockerauer Festspielen (2014, als Dale Harding in Einer flog über das Kuckucksnest) und am Landestheater Niederösterreich (2015).
2013 gehörte er in den Rollen von Wotan und Michail Bakunin zur Besetzung von Paulus Mankers Theaterperformance Wagner Dämmerung im Post- und Telegrafenamt Wien. In der Spielzeit 2014/15 trat er wieder am Theater der Jugend, diesmal als Athos in Die drei Musketiere, auf. In der Spielzeit 2015/16 verkörperte er am Theater Phönix in einer Bühnenfassung des Bestsellers Er ist wieder da von Timur Vermes die Rolle von Adolf Hitler. In der Spielzeit 2016/17 übernahm er am Theater Phönix die Rolle des russischen Bodyguards Dr. Ivan Diwanowitsch in einer Neufassung des Bühnenklassikers Charleys Tante.
In der Spielzeit 2017/18 war Jaritz als Gast am Schauspielhaus Salzburg engagiert. Dort spielte er in Felix Mitterers Theaterstück Jagerstätter den Bürgermeister; außerdem übernimmt er den Lord Henry Wotton in einer Bühnenfassung von Oscar Wildes Roman Das Bildnis des Dorian Gray.
Jaritz spielte auch einige Film- und TV-Rollen. Er wirkte u. a. in Michael (2011), dem Spielfilmdebüt des österreichischen Filmemachers Markus Schleinzer, mit.
In der österreichischen Krimiserie SOKO Donau (Erstausstrahlung: Oktober 2014) hatte er, an der Seite von Manuel Witting und Alexander Strobele, eine Episodenrolle als Max Steiner; er war der Handlanger eines Geschäftsmanns aus der Wiener Drogenszene. In der österreichischen Krimiserie SOKO Kitzbühel war er im April 2017 ebenfalls in einer Episodenrolle zu sehen; er spielte den tatverdächtigen Bowlingbahn-Besitzer Ernst Toplev. Die Erstausstrahlung in Deutschland erfolgte im Oktober 2017. In der 20. Staffel der TV-Serie SOKO Kitzbühel (2022) übernahm er erneut eine Episodenrolle als tatverdächtiger Wald- und Forstarbeiter Veith Gruber.
Im Sommer 2019 heiratete er die Schauspielerin Nikola Rudle (Nikola Jaritz-Rudle). Jaritz lebt in Wien und Salzburg.

## Filmografie (Auswahl)
- 2011: Michael (Kinofilm)
- 2013: Schnell ermittelt: Erinnern (Fernsehserie; Episodenrolle)
- 2014: SOKO Donau: Patuschek (Fernsehserie; Episodenrolle)
- 2014: Die Detektive: Vatertag (Fernsehserie; Episodenrolle)
- 2015: Superwelt (Kinofilm)
- 2016: Die Badewanne (Kurzfilm)
- 2017; 2022: SOKO Kitzbühel: Liebe bringt den Tod, Wolf im Schafspelz (Fernsehserie; Episodenrollen)